# شهرستان بلشاس
شهرستان بلشاس (به انگلیسی: Bellechasse Regional County Municipality) یک منطقهٔ مسکونی در کانادا است که در شودییر-آپالاش واقع شده‌است. شهرستان بلشاس ۱٬۷۸۱٫۵۰ کیلومتر مربع مساحت و ۳۵٬۳۱۸ نفر جمعیت دارد.